# Willowbrook (Will County, Illinois)
Willowbrook is een plaats (census-designated place) in de Amerikaanse staat Illinois, en valt bestuurlijk gezien onder Will County.

## Demografie
Bij de volkstelling in 2000 werd het aantal inwoners vastgesteld op 2130.

## Geografie
Volgens het United States Census Bureau beslaat de plaats een oppervlakte van 8,7 km², geheel bestaande uit land.

## Plaatsen in de nabije omgeving
De onderstaande figuur toont nabijgelegen plaatsen in een straal van 8 km rond Willowbrook.